# HK Spartak Moskau
Der HK Spartak Moskau (russisch ХК Спартак Москва) ist die 1946 gegründete Eishockeyabteilung des russischen Sportklubs Spartak Moskau. Die Heimspiele des KHL-Teams werden seit 2021 in der Megasport-Arena ausgetragen.

## Geschichte
Aus einer der Abteilungen des Sportklubs Spartak Moskau wurde 1946 der HK Spartak Moskau gegründet. Sie haben die sowjetische Meisterschaft viermal (1962, 1967, 1969 und 1976) gewonnen und haben auch Erfolg auf europäischer Bühne feiern können. Den Spengler Cup konnten sie fünfmal (1980, 1981, 1985, 1989 und 1990) gewinnen. In der Saison 2005/06 wurde die Mannschaft Zehnter in der russischen Superliga, nachdem sie in den 1999 und 2003 aus selbiger in die Wysschaja Liga abgestiegen war. Im August 2006 wurde die Mannschaft HK Spartak nach langer Zeit der Unklarheit aus finanziellen Gründen aufgelöst. Dazu beigetragen hatte auch der Tod des Geschäftsführers bei einem Flugzeugunglück im Juli 2006.
In der Saison 2007/08 trat der Verein wieder in der Superliga an und wurde ein Jahr später auch in die neu gegründete Kontinentale Hockey-Liga übernommen. In der Saison 2014/15 nahm der Club aus finanziellen Gründen nicht am Spielbetrieb teil. Zur Saison 2015/16 nahm der Club den Spielbetrieb wieder auf und kehrte in die KHL zurück. Der Kader und das Management wurde dabei zum Teil von Atlant Moskowskaja Oblast übernommen, das sich zuvor vom Spielbetrieb zurückgezogen hatte.
Bis 2016 wurden die Heimspiele des Vereins im 5.530 Zuschauer fassenden Sportpalast Sokolniki ausgetragen, vor der Saison 2016/17 zog der Verein in die Malaja Arena des Sportpalast Luschniki um. Wiederum ein Jahr später folgte der Umzug in die heutige ZSKA-Arena, parallel wurde ab 2019 auch die Megasport-Arena genutzt. Seit 2021 wird ausschließlich die Megasport-Arena für Heimspiele genutzt.

## Ehemalige Spieler
- Jewgeni Paladjew (1968–1975)
- Ilja Brysgalow (1999)
- Ilja Kowaltschuk (bis 2001)
- Lukáš Radil (2015–2018)

## Trainer
Quelle: www.spartak-history.ru
- Alexander Igumnow (1946–47, 1948–1955, 1958–60)
- Serafim Sokolow (1947–48)
- Anatoli Seglin (1955–58)
- Anatoli Jegorow (1958)
- Alexander Nowokreschtschenow (1960–63)
- Boris Afanassjew (1963–1964)
- Wsewolod Bobrow (1964–67)
- Jewgeni Majorow (1967–68)
- Nikolai Karpow (1968–1970, 1975–77)
- Boris Majorow (1970–71, 1985–89)
- Juri Baulin (1971–72)
- Wjatscheslaw Starschinow (1972–75)
- Robert Tscherenkow (1977–78)
- Anatoli Watutin (1978–79)
- Boris Kulagin (1979–1984)
- Wladimir Schadrin (1984)
- Jewgeni Simin (1984–85)
- Alexander Jakuschew (1989–1993, 1998–2000)
- Walentin Gurejew (1993–95)
- Wiktor Schalimow (1995–96)
- Wjatscheslaw Anissin (1996–97)
- Fjodor Kanareikin (1997–98, 2002)
- Nikolai Solowjew (2000–02)
- Sergei Schepelew (2002–05)
- Waleri Bragin (2005–07)
- Miloš Říha (2007–2010)
- Igor Pawlow (2010)
- Andrei Jakowenko (2010–2011)
- Wiktor Patschkalin (2011)
- František Hossa (2011)
- Andrei Sidorenko (2011–2012)
- Fjodor Kanareikin (2012–2014)
- German Titow (2015–2016)
- Alexei Jaruschkin (2016–2017)
- Wadim Jepantschinzew (2017–2018)
- Alexei Schamnow (2018–2019)
- Oleg Snarok (2019–2021)
- Boris Mironow (seit 2021)